# خوزه بلفورتی
خوزه بلفورتی (انگلیسی: José Belforti؛ زادهٔ ۴ ژوئیهٔ ۱۹۸۱) بازیکن فوتبال اهل آرژانتین است.
از باشگاه‌هایی که در آن بازی کرده‌است می‌توان به باشگاه فوتبال لوگو، باشگاه فوتبال کادیس، و باشگاه فوتبال آرژانتینوس جونیورز اشاره کرد.